# Holland Tunnel
O Holland Tunnel, conhecido originalmente por Hudson River Vehicular Tunnel (Túnel Veicular do Rio Hudson) ou Canal Street Tunnel, é um dos dois túneis abaixo do Rio Hudson conectando a ilha de Manhattan, parte da cidade de Nova Iorque, com Jersey City, uma cidade no estado de Nova Jersey.
Com as obras iniciadas em 1920 e concluídas em 1927, foi nomeado em homenagem à Clifford Milburn Holland (1883-1924), engenheiro-chefe do projeto, que morreu antes de ser concluído (foi inaugurado a 12 de novembro de 1927). O túnel é um dos exemplos mais antigos de um design ventilado, possuindo ventiladores com 24 metros de diâmetro gerando ar numa série de dutos. A necessidade de ventilação era evidente com o advento dos automóveis e seu monóxido de carbono.
Um pedágio de nove faixas está localizado no lado de Nova Jersey do túnel, e cobra US$ 6 para carros e US$ 5 para motocicletas para passagem de Nova Jersey para Nova Iorque (não há cobrança na direção oposta). Usuários do sistema E-ZPass ganham descontos. De acordo com a Autoridade Portuária local, que controla o túnel, o tráfego em 2002 totalizou 15 764 000 veículos.
O túnel foi designado, em 4 de novembro de 1993, uma estrutura do Registro Nacional de Lugares Históricos bem como, na mesma data, um Marco Histórico Nacional. É compartilhado com o estado de Nova Jérsei, ainda que esteja registrado oficialmente na lista de Nova Iorque.

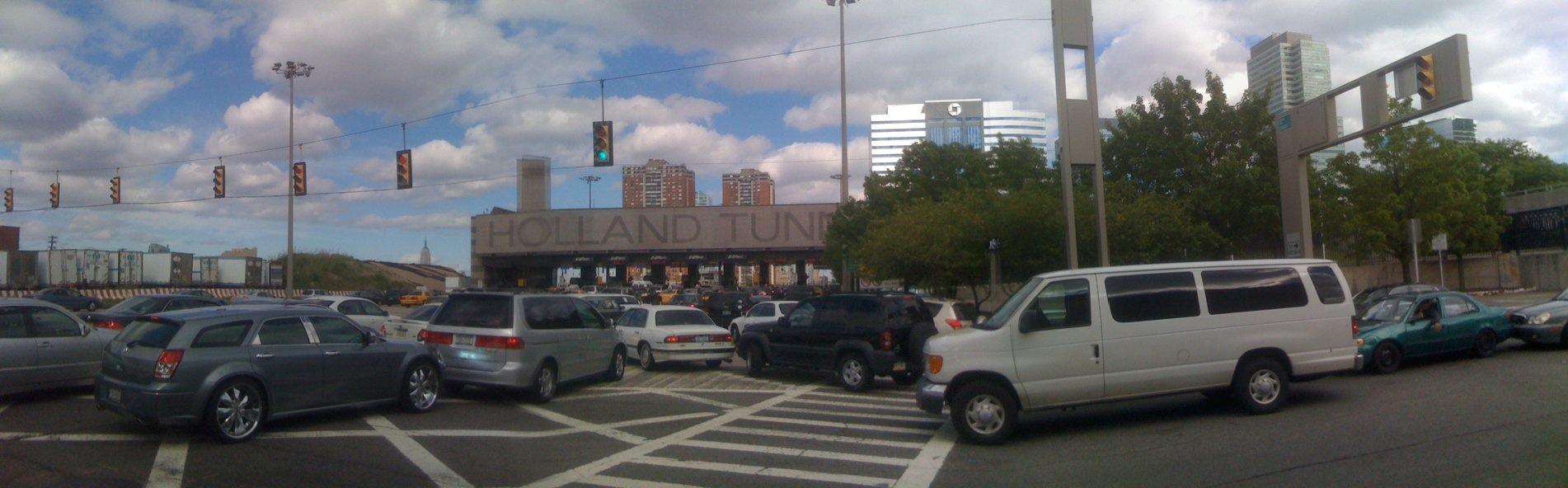
Entrada em Jersey City durante o horário de pico.